# Scott Thurston
Scott Troy Thurston (* 10. ledna 1952) je americký kytarista, klávesista a skladatel.
Pochází z Oregonu. Začínal v kapelách Jump a Hokus Pokus, s nimiž vydal eponymní alba (1971, 1972). V letech 1973 až 1974 byl členem kapely Iggy and the Stooges, s níž nahrál koncertní album Metallic K.O., vydané až po rozpadu skupiny v roce 1976. Když byla skupina později obnovena, Thurston s ní několikrát hostoval (2010, 2013) a hrál na jejím studiovém albu Ready to Die (2013). Rovněž hrál na sólových albech zpěváka Stooges Iggyho Popa Kill City (1977) a New Values (1979). Od konce 80. let působil řadu let v doprovodné skupině Jacksona Brownea, s nímž nahrál několik alb. Zároveň spolupracoval se skupinou Tom Petty and the Heartbreakers, počínaje rokem 1999 byl jejím plnohodnotným členem až do jejího rozpadu v roce 2017. Hrál v ní na klávesy, kytaru, harmoniku a zpíval doprovodné vokály. Dále hrál například s Melissou Etheridge, Glennem Freyem, Bonnie Raitt a kapelou The Motels.